# 李振麟
李振麟（1914年—1993年），男，山东济南人，中国语言学家，曾任复旦大学教授，第五、六、七届全国政协委员。